# Eleição presidencial no Brasil em 1930
A eleição presidencial brasileira de 1930 foi a décima segunda eleição presidencial e a décima primeira eleição presidencial direta. Foi realizada em 1º de março em todos os vinte estados da época e no Distrito Federal, tendo seus resultados divulgados em 20 de março. Foi a última eleição da República Velha (1889-1930). Júlio Prestes, candidato da situação política, foi eleito com 59.3% dos votos, mas não chegou a tomar posse pois o seu opositor ficou inconformado, levaram o país a Revolução de 1930, que após um golpe militar entregou o poder a Getúlio Vargas.

## Processo eleitoral da última eleição da República Velha (1889-1930)
De acordo com a Constituição de 1891 que vigorou durante toda a República Velha (1889-1930), o direito ao voto foi determinado a todos os homens com mais de 21 anos que não fossem analfabetos, religiosos e militares. Mesmo tendo o direito de voto estendido a mais pessoas, pouca parcela da população participava das eleições. A Constituição de 1891 também declarou que todas as eleições presidenciais seriam realizadas em 1º de março. A eleição para presidente eram realizadas individualmente, e o mesmo poderia se candidatar para presidente e vice.
Durante a República Velha, o Partido Republicano Paulista (PRP) e o Partido Republicano Mineiro (PRM) fizeram alianças no intuito de fazerem prevalecer seus interesses no âmbito nacional e se revezarem na Presidência da República. Portanto, estes partidos na maioria das vezes estiveram a frente do governo neste período. Estas alianças são chamadas de política do café com leite.
Nesta época o voto não era secreto, tendo que ser proclamado em voz alta, e existia grande influência por parte dos coronéis - pessoas que detinham o Poder Executivo municipal, e principalmente o poder militar de suas regiões. Os coronéis praticavam fraude eleitoral e por muitas vezes pressionavam os eleitores a votar em determinado(s) candidato(s). Estas condições tornam impossível determinar com exatidão os resultados corretos de qualquer eleição que tenha ocorrido durante a República Velha. 

## As candidaturas, a quebra da política do café com leite e a revolução de 1930
De acordo com a política do café com leite era a vez de um candidato mineiro ser Presidente da República, porém o então presidente paulista Washington Luís decidiu que outro paulista o sucederia, indicando o advogado conservador Júlio Prestes. Com o apoio de dezessete estados da época, Júlio Prestes - pelo Partido Republicano Paulista (PRP) - formou a "Concentração Republicana". O Partido Republicano Mineiro (PRM) não aceitou a candidatura de Júlio e decidiu apoiar o governador de Minas Gerais Antônio Carlos Ribeiro de Andrada. O PRM, inseguro com sua situação na eleição, procurou fazer alianças com outros estados, e em 17 de junho de 1929, Antônio Carlos cedeu sua candidatura ao gaúcho Getúlio Vargas, ex-ministro da Fazenda do governo do próprio Washington Luís, e filiado ao Partido Republicano Rio-Grandense (PRR). Assim, os três estados dissidentes de Rio Grande do Sul, Minas Gerais e Paraíba formaram a Aliança Liberal (AL), e indicaram o governador do Rio Grande do Sul Getúlio Vargas para presidente, e o paraibano João Pessoa, sobrinho de Epitácio Pessoa, como candidato a vice.
Getúlio Vargas defendeu o voto secreto, reformas democráticas, a independência do judiciário, a anistia para os tenentes envolvidos nas diversas rebeliões ao longo dos anos de 1920, proteção à exportação do café e reformas sociais. Ganhou a adesão do Partido Democrático Paulista, e da maior parte das oposições estaduais. A campanha mobilizou as grandes cidades, mas prevaleceu a fraude praticada por quase todos os partidos envolvidos. Júlio Prestes foi eleito, mas não assumiria o governo em novembro por conta da Revolução de 1930, desencadeada poucas semanas antes de sua posse.
A Aliança Liberal acusou de fraudulento o pleito eleitoral, porém a princípio não exigiu o governo do país. O assassinato de João Pessoa - candidato da chapa da Aliança Liberal à vice-presidência -, ocorrido no final de julho, foi o estopim para o crescimento da oposição ao Governo Washington Luís. Apesar do atentado contra João Pessoa ter sido motivado por questões da política regional da Paraíba, a responsabilidade pelo ocorrido foi atribuída ao governo federal.
Insatisfeitos com o resultado fraudulento, os membros da Aliança Liberal passaram a articular soluções alternativas para o caso, sendo a mais proeminente a saída revolucionária. Para tanto, via-se como necessário o apoio dos militares. Esse apoio foi encontrado entre os oficiais de baixa patente, os tenentes, que já possuíam um histórico de atividade no campo político desde o início da década. O tenentismo em sua grande maioria apoiou esse movimento. Houve mobilização de tropas em várias localidades no país, culminando na deposição de Washington Luís a poucas semanas de transferir a presidência para Julio Prestes, e na indicação de Getúlio Vargas, visto na época como um dos líderes oposicionistas, para a sucessão presidencial.
Depois de formalizada a posse de Vargas, vários tenentes envolvidos na revolução tornaram-se interventores. Luís Carlos Prestes não apoiou o movimento de 1930, pois aderira ao comunismo em maio daquele ano. Tenentes como Siqueira Campos, João Alberto Lins de Barros, Miguel Costa e quase todos os futuros comandantes militares do golpe militar de 1964 que eram na época jovens tenentes, como Cordeiro de Farias, Ernesto Geisel, Eduardo Gomes, Castelo Branco, Emílio Médici, Juraci Magalhães e Juarez Távora apoiaram a Revolução de 1930. Em 24 de outubro de 1930 Washington Luís foi deposto pelas Forças Armadas, e sucedido por uma junta provisória composta pelos generais Tasso Fragoso e Mena Barreto, e pelo almirante Isaías de Noronha. Getúlio Vargas então, assume a chefia do "Governo Provisório" em 3 de novembro de 1930, data que marca o fim da República Velha e da início a Era Vargas.

## Resultados
A população aproximada em 1930 era de trinta e sete milhões e quatrocentas mil de pessoas (37.400.000), sendo dois milhões e quinhentos e vinte e cinco (2.525.000) eleitores, dos quais compareceram um milhão e novecentos mil e duzentos e cinquenta e seis (1.900.256), representando 5% da população.
| Eleição para presidente do Brasil em 1930 | Eleição para presidente do Brasil em 1930 | Eleição para presidente do Brasil em 1930 | Eleição para vice-presidente do Brasil em 1930 | Eleição para vice-presidente do Brasil em 1930 | Eleição para vice-presidente do Brasil em 1930 |
| Candidato                                 | Votos                                     | Porcentagem                               | Candidato                                      | Votos                                          | Porcentagem                                    |
| ----------------------------------------- | ----------------------------------------- | ----------------------------------------- | ---------------------------------------------- | ---------------------------------------------- | ---------------------------------------------- |
| Júlio Prestes                             | 1.091.709                                 | 59,39%                                    | Vital Soares                                   | 1.079.360                                      | 59,67%                                         |
| Getúlio Vargas                            | 742.794                                   | 40,41%                                    | João Pessoa                                    | 725.566                                        | 40,11%                                         |
| Minervino de Oliveira                     | 151                                       | 0,008%                                    | Gastão Valentim                                | 141                                            | 0,007%                                         |
| Outros                                    | 3.550                                     | 0,18%                                     | Outros                                         | 3.723                                          | 0,21%                                          |
| Votos nominais                            | Votos nominais                            | 1.838.335                                 | Votos nominais                                 | Votos nominais                                 | 1.808.790                                      |
| Votos brancos/nulos                       | Votos brancos/nulos                       | 61.921                                    | Votos brancos/nulos                            | Votos brancos/nulos                            | 91.466                                         |
| Total                                     | Total                                     | 1.900.256                                 | Total                                          | Total                                          | 1.900.256                                      |
| Fonte:                                    |                                           |                                           |                                                |                                                |                                                |

Nota geral: os valores são incertos (ver processo eleitoral).'